# LHS 1140 b
LHS 1140 b je exoplaneta obíhající okolo červeného trpaslíka LHS 1140 v obyvatelné zóně v souhvězdí Velryby. Byla objevena v roce 2017 během projektu projektu zaměřeném na hledání exoplanet MEarth Project. LHS 1140 b je přibližně 5,6krát hmotnější než Země s přibližně o 70 % větším poloměrem, čímž se řadí mezi tzv. superzemě. Zpočátku byla řazena ke kamenným planetám, avšak po přesnějších výpočtech bylo zjištěno, že oproti terestrickým planetám má příliš nízkou hustotu, a tedy se s nejvyšší pravděpodobností jedná o planetu, jejíž povrch je pokryt oceánem.
Předpokládá se, že 9–19 % hmotnosti celé planety tvoří pouze voda. Planeta se zcela nachází v obyvatelné zóně a získává přibližně 43 % záření od své mateřské planety, než kolik slunečního záření dopadá na Zemi. Planeta se nachází 49 světelných let od Sluneční soustavy a tím, že při pohledu ze Země tato planeta přechází přes obraz své mateřské hvězdy, se stává výborným kandidátem na zkoumání atmosféry jak z pozemských, tak i z orbitálních teleskopů.

## Mateřská hvězda
Mateřskou hvězdou je malý červený trpaslík LHS 1140, který dosahuje pouhých 18,4 % hmotnosti Slunce, 21,6 % jeho poloměru. Dále se řadí ke spektrálnímu typu M4.5V. Průměrná teplota na povrchu tohoto trpaslíka dosahuje 3 096 K (2 823 °C) a svítivost dosahuje pouhých 0,38 % svítivosti Slunce. Stáří trpaslíka se odhaduje na nejméně 5 miliard let. Pro porovnání; Slunce je staré přibližně 4,5 miliard let a řadíme jej do spektrálního typu G2V. LHS 1140 je poměrně neaktivní hvězdou, dosud nebyly nalezeny žádné výjimečné výrony koróny. I oproti ostatním hvězdám svého typu je LHS 1140 málo aktivní a má nezvyklou dobu rotace okolo své osy o trvání 130 dní.

## Fyzikální charakteristiky

### Hmotnost a poloměr
LHS 1140 b byla nalezena pomocí dvou metod; změnou radiální rychlosti a transitní fotometrií, čím byly změřena přibližná hmotnost a poloměr planety. Ze znalosti charakteristik mateřské hvězdy a přibližné oběžné dráhy planety (čímž bylo potvrzeno, že LHS 1140 b se nachází v obyvatelné zóně) se jedná o jednu z mála exoplanet v obyvatelné zóně, u níž je známá přibližná hmotnost a poloměr. Další exoplanety, u nichž tyto vlastnosti známe, jsou již pouze některé planety obíhající červeného trpaslíka TRAPPIST-1.
Po zpřesnění výpočtů z roku 2023 byl poloměr planety relativně přesně určen na hodnotu 1,730±0,025 poloměru Země (poloměr této planety je tedy přibližně 11 000 km), což zhruba odpovídá i planetě Kepler-62e. Hmotnost je odhadována na 5,60±0,19 hmotnosti Země. Všechny tyto zpřesněné výpočty dávají nižší hodnoty než předešlé. Tato skutečnost přispěla k poznatku, že se musí jednat spíše o planetu pokrytou oceánem (anebo o planetu typu mini-neptun o velmi husté atmosféře) nežli kamennou planetu.

### Oběžná dráha a teplota
Oběžná dráha LHS 1140 b trvá pouhých 24,737 pozemského dne (což je oproti Zemské době oběhu 365 dní velice krátká doba) ve vzdálenosti 0,0946 AU od své mateřské hvězdy (tj. 9,46 % vzdálenosti Země od Slunce). Ačkoli se může zdát, že planeta takto blízko hvězdě musí být zcela vyprahlá a neuvěřitelně horká, tak tomu tak není, neboť červený trpaslík LHS 1140 oproti Slunci září mnohem slaběji. Planeta v této vzdálenosti tedy získává pouze 43 % záření, které by v této vzdálenosti získávala od Slunce. Obdobně jako jiné obyvatelné planety obíhající okolo červených trpaslíků, tak i oběžná dráha této planety je velice přesně kruhová. Excentricita je na 90 % rovna pouhým 0,29.
Předpokládáme-li nulové albedo (tj. žádné záření z hvězdy se z planety neodráží. Pro vodní plochy je albedo charakteristicky menší než 10 %), pak průměrná teplota planety dosahuje 230 K (-43 °C) Pro porovnání; Zemská průměrná teplota planety je 255 K (-18 °C). Pokud však LHS 1140 b má albedo stejné jako Země, pak by se průměrná teplota změnila na 201 K (-72 °C). Předpokládáme-li stejnou míru skleníkového efektu jako na Zemi, pak by se teplota při nulovém albedu zvedla na 266 K (-7 °C). Soudě dle velké hmotnosti planety lze očekávat, že se zde nachází mnohem hustější atmosféra, což zesiluje účinky skleníkového efektu, a teplota planety tedy může být vyšší.

### Složení
Původně se předpokládalo, že planeta má extrémně vysokou hustotu o 12,5 g/cm3, což je více než dvojnásobně vyšší hodnota, než jaká je hustota Země (5,52 g/cm3). Taktéž se v té době jednalo o jednu z nejvyšších hustot naměřených u kamenné planety. Dále se předpokládalo, že jádro je tvořené ze železa a niklu a zaujímá až 75 % celé hmotnosti planety. Po zpřesnění výsledků v letech 2018 a 2020 byl poloměr planety přehodnocen a oproti původní hodnotě zvětšen, což hustotu planety snížilo na 7,82+0,98
−0,88 g/cm3. V tomto zpřesnění se stále předpokládá kamenná povaha planety, podíl hmotnosti jádra na hmotnosti planety se ale snížil 49{\displaystyle \pm }7 % (pro porovnání; podíl hmotnosti jádra na celkové hmotnosti Země tvoří přibližně 32,5 %).
Studie z roku 2020 taktéž předpokládá, že 4 % hmotnosti planety jsou tvořena vodou, což by mohlo znamenat, že celý povrch planety je tvořen oceánem o průměrné hloubce 779{\displaystyle \pm }650 km. Další studie z roku 2023 opět přeměřila hmotnost a poloměr planety a zjistila, že hmotnost je nižší, než se dosud předpokládalo. Ta je tedy nyní 5,6krát vyšší než hmotnost Země. S nižší hmotností se současně snížila i hustota planety, která klesla na takovou úroveň, že je velice nepravděpodobné, že by planeta s těmito parametry mohla stále být kamenného typu. S nejvyšší pravděpodobností se tedy jedná o vodní planetu, jejíž hmotnost je z 9–19 % tvořena vodou, nebo se jedná o hustou planetu typu mini-Neptun. Vesmírný teleskop Jamese Webba vylučuje vysoké koncentrace vodíku v atmosféře, což jen podporuje teorii o vodní povaze planety.

### Atmosféra
První potenciální známky o výskytu vody na LHS 1140 b byly zaznamenány na konci roku 2020, kdy Hubbleův vesmírný dalekohled zaznamenal vodní páry v atmosféře. Tento fakt je však znehodnocen vysokým šumem. V roce 2024 vesmírný dalekohled Jamese Webba prokázal, že se v atmosféře vyskytuje malé množství vodíku, což potvrzuje domněnku o husté atmosféře (atmosféře, v níž se majoritně vyskytují prvky těžší než vodík). V tomto konkrétním případě se předpokládá, že atmosféra planety je tvořena zejména dusíkem, vodními parami a oxidem uhličitým. V červenci 2024 vesmírný teleskop Jamese Webba zaznamenal předběžné výsledky, že se v atmosféře planety opravdu nachází dusík, což by znamenalo, že většina povrchu planety by byla pokryta ledem a zbytek tekutou vodou a jednalo by se tak o tzv. oční planetu (planetu připomínající oko). Pokud by se tento objev skutečně potvrdil, pak by se jednalo o první případ potenciálně obyvatelné exoplanety, která má i sekundární atmosféru.

## Obyvatelnost
LHS 1140 b se nachází na vnějším okraji obyvatelné zóny své mateřské hvězdy, tedy na okraji oblasti, kde je se může voda nacházet v kapalném stavu (pokud tomu atmosférický tlak planety dovolí). Ačkoli je průměrná povrchová teplota planety poměrně nízká (-43 °C, což odpovídá teplotám na zemských pólech), tak i přesto je šance, že LHS 1140 b není ledová planeta. Při výpočtu průměrné teploty totiž nebyl brán v potaz vliv skleníkového efektu způsobeného zřejmě velice hustou atmosférou. Pokud by skleníkový efekt působil stejnou měrou jako na Zemi, pak by průměrná teplota činila 266 K (-7 °C), avšak důsledkem vyšší hmotnosti planety (a tím i hustší atmosféry) lze očekávat, že i skleníkový efekt bude mít větší účinek. Pokud by skleníkový efekt měl dvojnásobný účinek, pak by průměrná teplota planety dosahovala až 296 K (23 °C), což už je teplota relativně vhodná pro výskyt kapalné vody. Atmosféra planety by měla být stabilní, neboť mateřské hvězda planety je vcelku neaktivní, čili je velice malá šance, že by byla atmosféra strhávána proudy hvězdného větru.
Pokud by planeta nebyla obklopena atmosférou, pak by nejspíše byla její svrchní část tvořena tenkou ledovou obálkou. Jestliže by tento scénář byl skutečný, pak i zde by se nacházela tekutá voda pod povrchem v důsledku radiogenního ohřevu (ohřev vzniklý při rozpadu radionuklidů) a slapového ohřevu. Tato voda by následně byla vyvrhována na povrch díky procesů kryovulkanismu pomocí vodních gejzírů.